# Miguel Báez Quintero, Litri
Miguel Báez Quintero, «Litri» (Huelva, 15 de mayo de 1869-ib., 14 de enero de 1932) fue un torero español, perteneciente a una de las dinastías onubenses más importantes en el mundo del toreo.

## Biografía
«Litri», nace del matrimonio del modesto matador Miguel Báez «El Mequi» y Ana Quintero, siendo bautizado en la Parroquia Mayor de San Pedro de Huelva. Desde pequeño no manifestó especial gusto por el toreo hasta el verano de 1882. En ese tiempo, cuando paseaba por las marismas próximas a Huelva, se encontró de cara con un toro desmandado. Lejos de huir, el joven Miguel Báez lo toreó sirviéndose como capote de un saco de jerga que llevaba. Fue al mismo tiempo su primer encuentro con un toro y su bautismo de sangre pues resultó levemente herido en el muslo derecho por una cornada. A partir de ese día el «Litri» comenzó a frecuentar las tientas.
En 1884, en Huelva, asistía a una novillada cuando uno de los novilleros entró en pánico y fue incapaz de continuar la faena. «Litri» saltó al ruedo y estoqueó al novillo.  Con tan solo dieciséis años mató a dos toros en la Plaza de Trigueros (Huelva) y un año más tarde a tres toros en la Plaza de Aroche (Huelva), saliendo herido en un muslo.
El 2 de septiembre de 1888, compartiendo cartel con Francisco Avilés, «Currito» y Juan Jiménez, «Ecijano», hizo su presentación en Sevilla haciendo frente a seis novillos de Antonio Miura.
El 21 de julio de 1889 participa junto al sobresaliente de espada José Peña "Peñita" en la inauguración de la Plaza de Toros de Huelva, con reses de la acreditada ganadería de Francisco Gómez Rull. Un bonito recinto con capacidad para 6000 personas.
Tomó la alternativa en  Sevilla el 30 de septiembre de 1893 y confirma en Madrid el 28 de octubre de 1894 apadrinado por "Guerrita" y de testigo "Lagartijo". El 5 de septiembre de 1902 tuvo junto a Rafael González Madrid "Machaquito" el privilegio de inaugurar la Plaza de Toros de la Merced de Huelva, ante reses del Marqués de Saltillo. Al día siguiente, Litri actuó junto a su gran amigo "Bonarillo".
Miguel Báez Quintero tuvo dos hijos también toreros, Manuel y Miguel, los dos conocidos por el mismo sobrenombre, «Litri», igual que su nieto, Miguel (hijo de Miguel Báez), siguió toreando con sostenido éxito y numerosos percances hasta 1911. Tras su retirada de los ruedos en ese año fue elegido concejal del Ayuntamiento de Huelva.

## Carrera
- Presentación en Madrid: 1 de noviembre de 1890, en un mano a mano con Francisco Bonar, «Bonarillo». Novillos de la ganadería' de Mazpule.
- Alternativa: Sevilla, 30 de septiembre de 1893. Padrino: Francisco Bonar «Bonarillo». Toros de la ganadería de don Antonio Hálcon.
- Confirmación de la alternativa: Madrid, 28 de octubre de 1894. Padrino, «Guerrita»; testigo, «Lagartijo». Toros de la ganadería del duque de Veragua.